# Прата (Минас-Жерайс)
Прата (порт. Prata) — муниципалитет в Бразилии, входит в штат Минас-Жерайс. Составная часть мезорегиона Триангулу-Минейру-и-Алту-Паранаиба. Входит в экономико-статистический микрорегион Уберландия. Население составляет 26 573 человек на 2008 год. Занимает площадь 4856,626 км². Плотность населения — 5,47 чел./км².

## История
Город основан 15 ноября 1873 года.

## Статистика
- Валовой внутренний продукт на 2005 год составляет 261 461 000,00 реалов (данные: Бразильский институт географии и статистики).
- Валовой внутренний продукт на душу населения на 2005 год составляет 11 412,00 реалов (данные: Бразильский институт географии и статистики).
- Индекс развития человеческого потенциала на 2000 год составляет 0,769 (данные: Программа развития ООН).

## Галерея

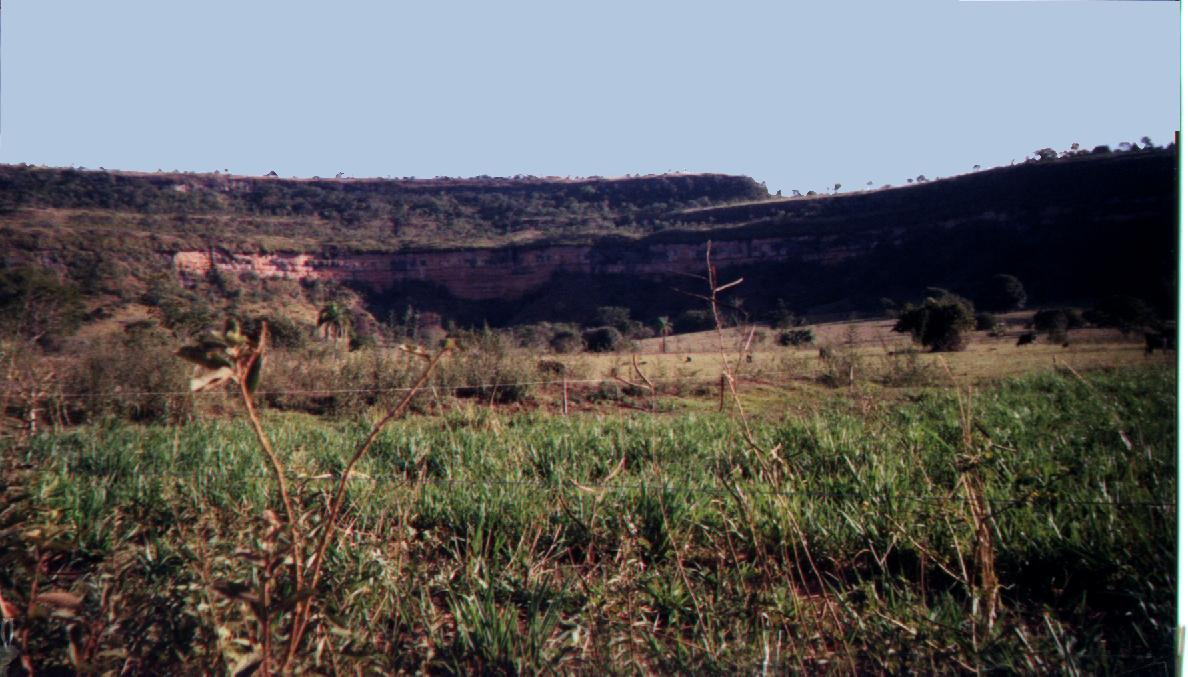
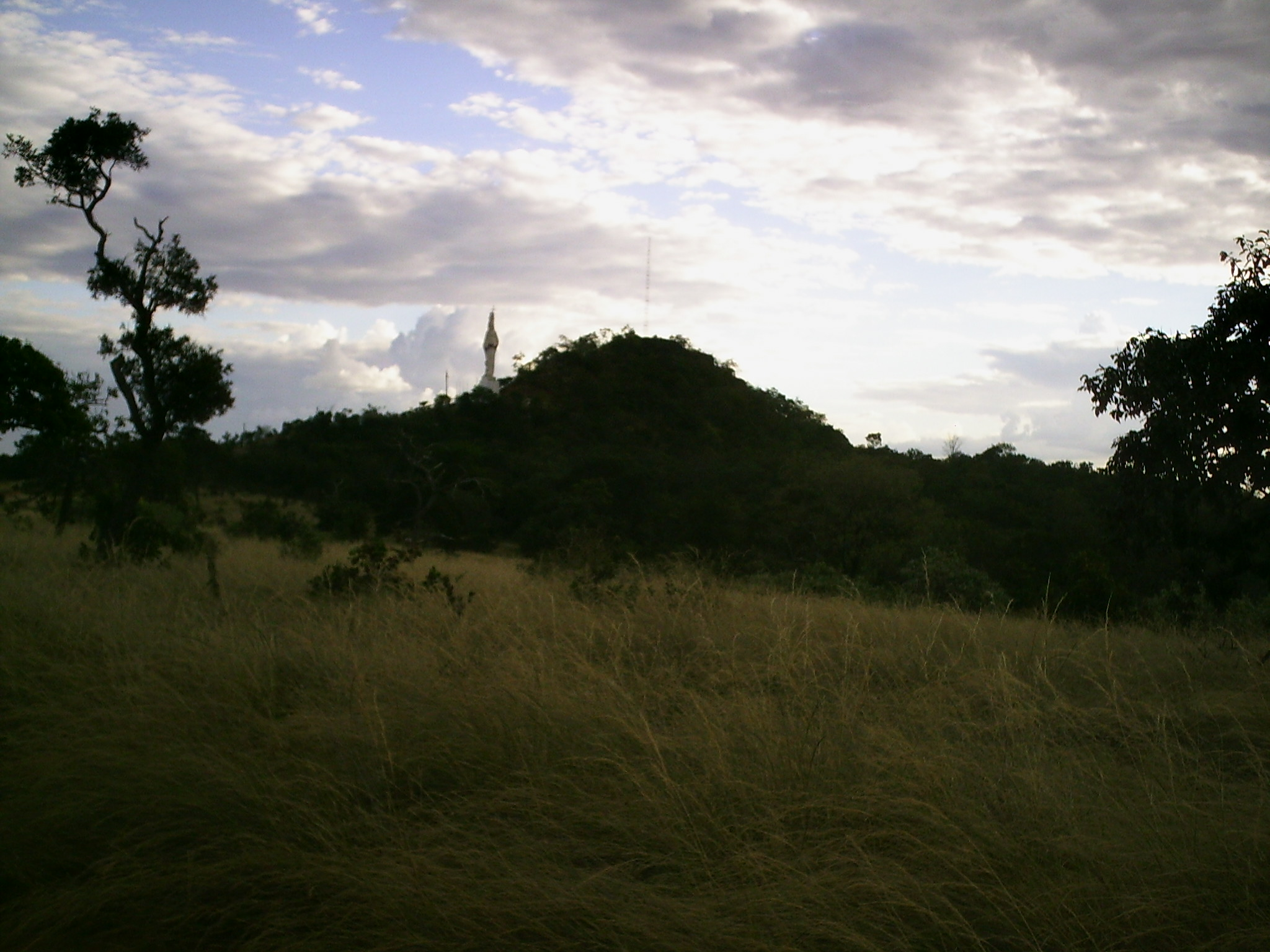
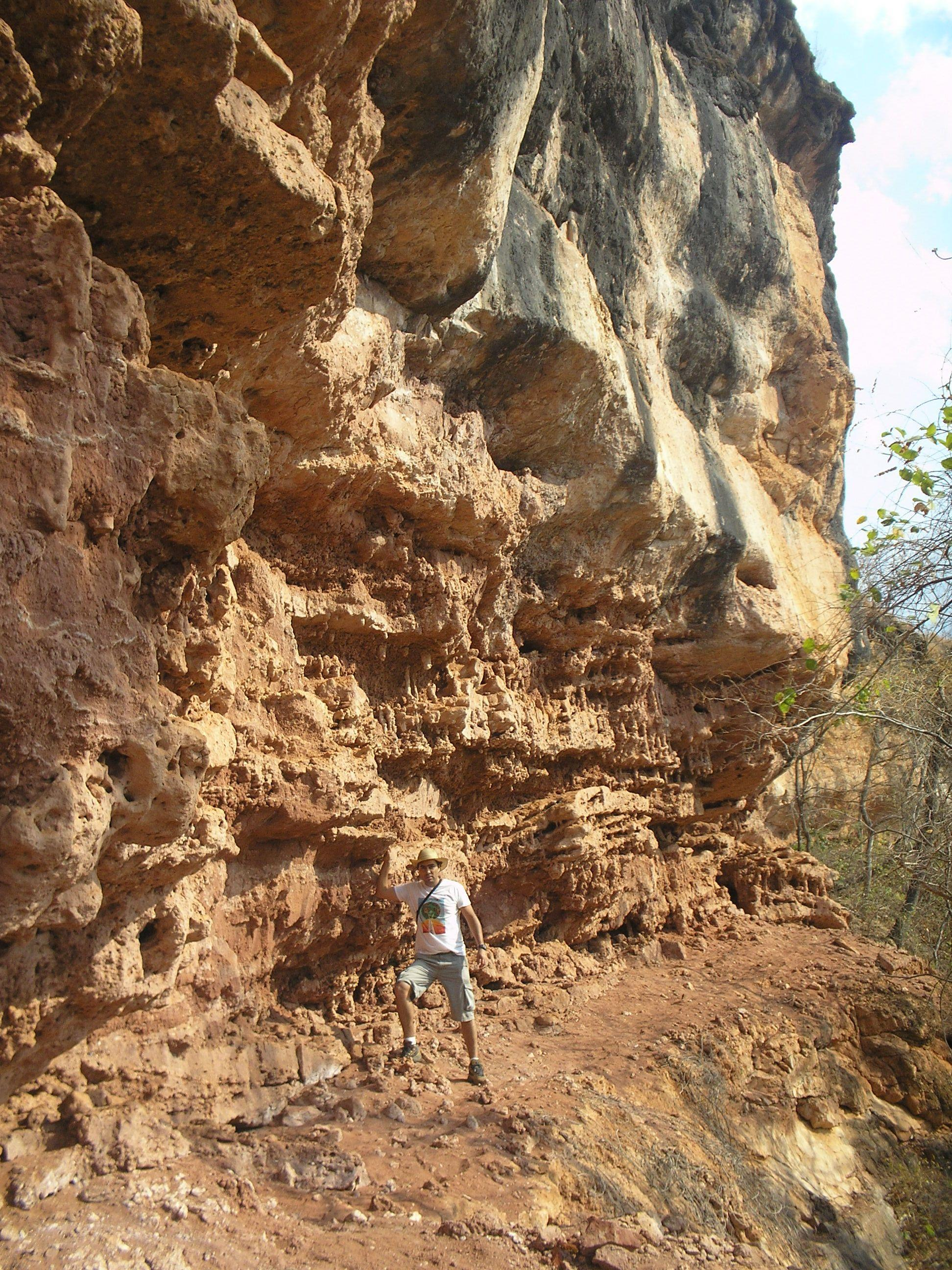
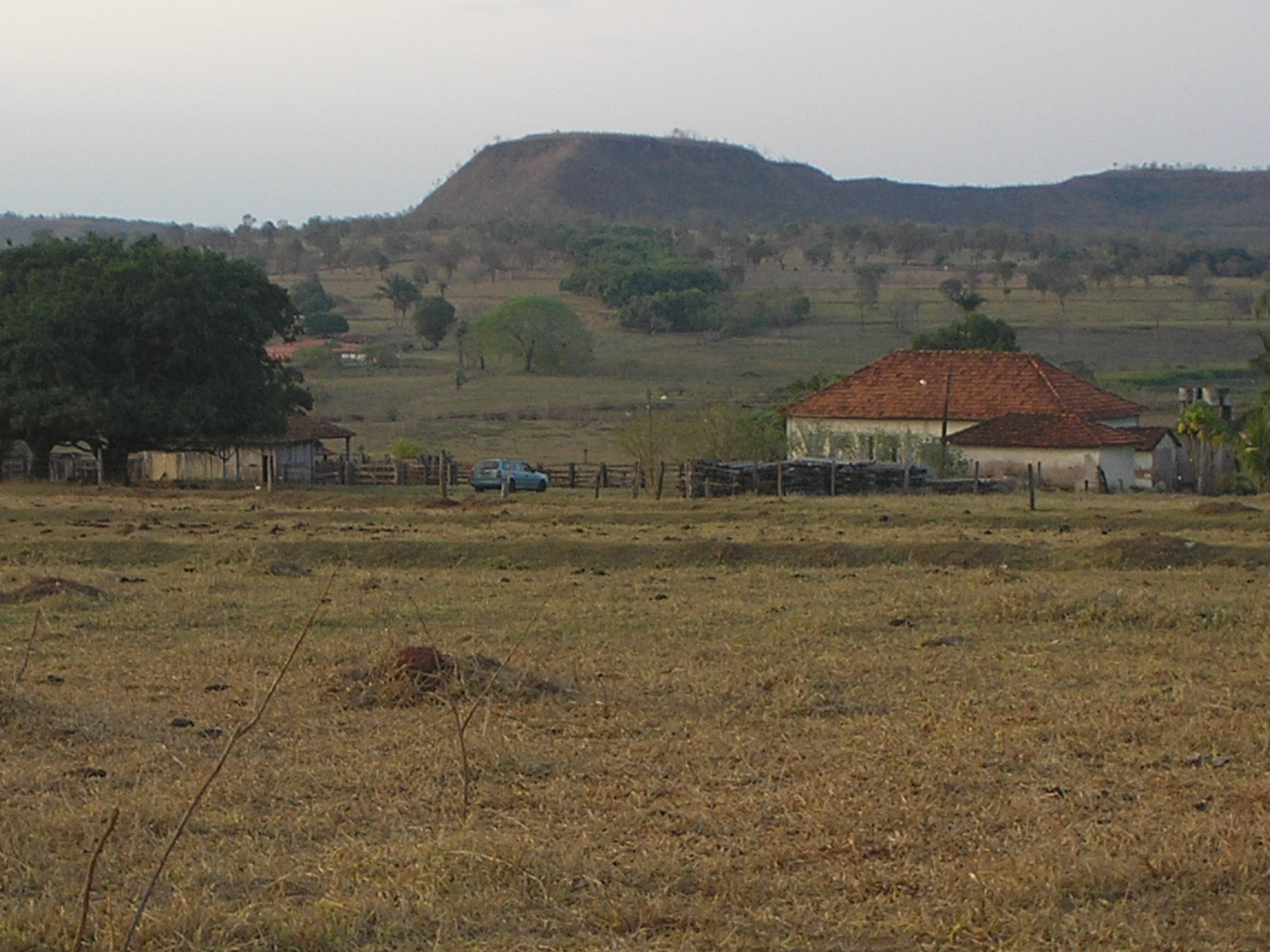
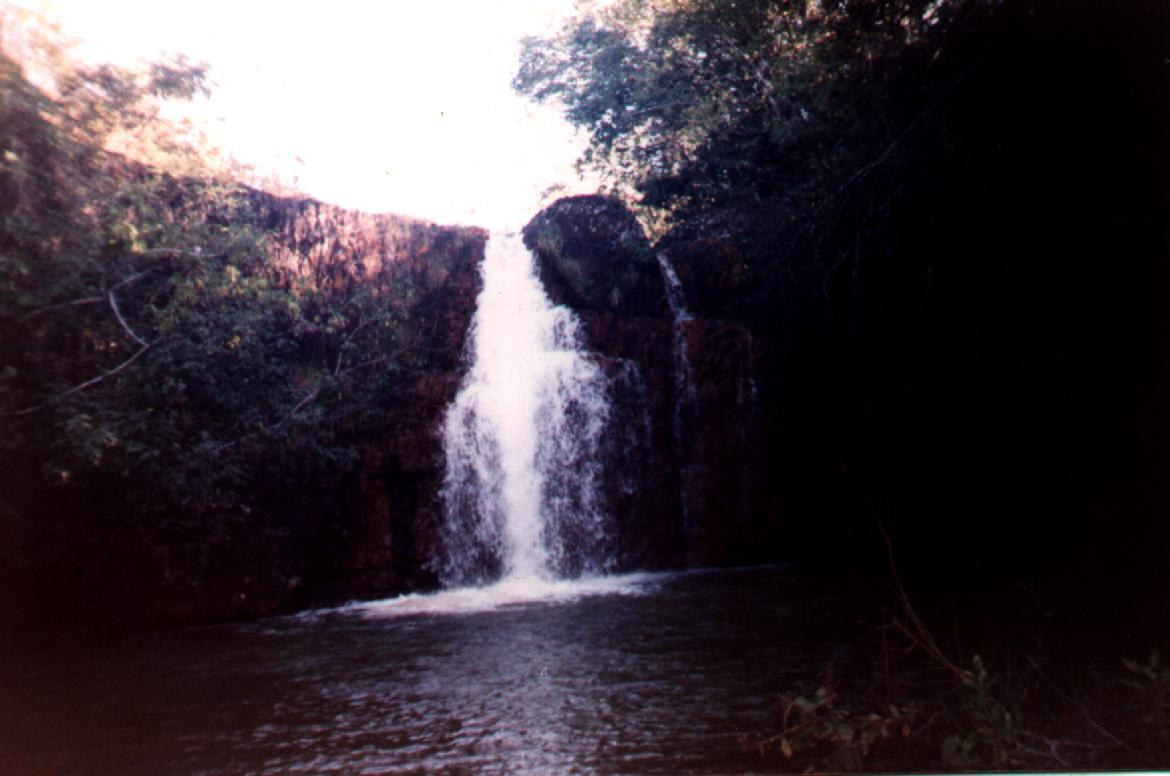